# Sue Townsend
Sue Townsend (Leicester, 2 april 1946 – aldaar, 10 april 2014) was een Engels schrijfster, die vooral bekendheid verwierf met haar serie dagboeken over het leven van Adrian Mole.

## Biografie
Townsend was van eenvoudige komaf en werkte al vanaf haar vijftiende, onder andere als pompbediende bij een garage. Zij was al vroeg geïnteresseerd in literatuur en las veel. Na haar scheiding begon zij te schrijven, aanvankelijk voor het toneel. Haar doorbraak kwam met het verschijnen van het eerste dagboek over Adrian Mole (The Secret Diary of Adrian Mole, aged 13¾, 1982), een realistische en humoristische beschrijving van het geestesleven van een jonge adolescent. Dit boek werd onmiddellijk een wereldwijd succes, wat leidde tot een serie vervolgdelen. Daarnaast publiceerde zij een aantal romans, ook overwegend met een humoristisch karakter. Haar werken geven een humoristische kijk op de leefstijl en de politieke situatie in de periode waarin de verhalen zich afspelen.
Sue Townsend was nog een lange tijd actief. Ten gevolge van diabetes was ze blind geworden. Haar zoon was donor en gaf haar zijn nier in 2009. In 2014 overleed ze door een beroerte.

### Adriaan Mole-serie
| Jaar (origineel) | Oorspronkelijke titel Nederlandse titel                                                                                | Tijdspanne                                | Vertaald door                           | Nederlandse uitgave                      |
| ---------------- | --- | ----------------------------------------- | --------------------------------------- | ---------------------------------------- |
| 1982             | The Secret Diary of Adrian Mole, Aged 13¾ Het geheime dagboek van Adriaan Mole, 13¾ jaar                               | 1 januari 1981 3 april 1982               | Henriëtte Damave Sylvia Witteman        | 1985, De Fontein 2020, Uitgeverij Condor |
| 1984             | The Growing Pains of Adrian Mole De groeipijnen van Adriaan Mole                                                       | 4 april 1982 2 juni 1983                  | Henriëtte Damave Sylvia Witteman        | 1986, De Fontein 2021, Uitgeverij Condor |
| 1989             | The True Confessions of Adrian Albert Mole Bekentenissen van Adriaan Albert Mole                                       | 24 december 1984 16 juli 1989             | Huberte Vriesendorp                     | 1990, De Fontein                         |
| 1991             | Adrian Mole From Minor to Major (een omnibus van de eerste 3 delen + het verhaal Adrian Mole and the Small Amphibians) | zie boven + 17 juli 1989 31 december 1990 | -                                       | -                                        |
| 1993             | Adrian Mole: The Wilderness Years De Junglejaren                                                                       | 1 januari 1991 15 april 1992              | Huberte Vriesendorp Suzanne Vriesendorp | 1994, De Fontein                         |
| 1999             | Adrian Mole: The Cappuccino Years De cappuccino-jaren                                                                  | 30 april 1997 2 mei 1998                  | Huberte Vriesendorp                     | 2001, De Fontein                         |
| 2004             | Adrian Mole and the Weapons of Mass Destruction Adriaan Mole en de massavernietigingswapens                            | 29 september 2002 22 juli 2004            | Ineke van Bronswijk                     | 2005, De Fontein                         |
| 2008             | The Lost Diaries of Adrian Mole, 1999–2001 De gevonden dagboeken van Adriaan Mole, 33⅓ jaar                            | 26 november 1999 23 november 2001         | Anne Jongeling                          | 2009, De Fontein                         |
| 2009             | Adrian Mole: The Prostrate Years                                                                                       | 2 juni 2007 29 april 2008                 | -                                       | -                                        |

### Overige werken
| Jaar (origineel) | Oorspronkelijke titel Nederlandse titel                                       | Vertaald door                        | Nederlandse uitgave |
| ---------------- | ----------------------------------------------------------------------------- | ------------------------------------ | ------------------- |
| 1988             | Rebuilding Coventry Coventry                                                  | Marianne Geerlings en Jildou Nijboer | 1989, De Fontein    |
| 1992             | The Queen and I De koningin en ik                                             | André Fransse                        | 1995, De Fontein    |
| 1997             | Ghost Children Spookkinderen                                                  | Dorien Veldhuizen                    | 1999, De Prom       |
| 2002             | Number Ten Nummer 10                                                          | Ineke van Bronswijk                  | 2004, De Fontein    |
| 2006             | Queen Camilla Koningin Camilla                                                | Anne Jongeling                       | 2007, De Fontein    |
| 2012             | The Woman Who Went to Bed for a Year De vrouw die een jaar in bed ging liggen | Petra C. van der Eerden              | 2014, LINDA.boeken  |